# Ex cinema teatro Lazzeri

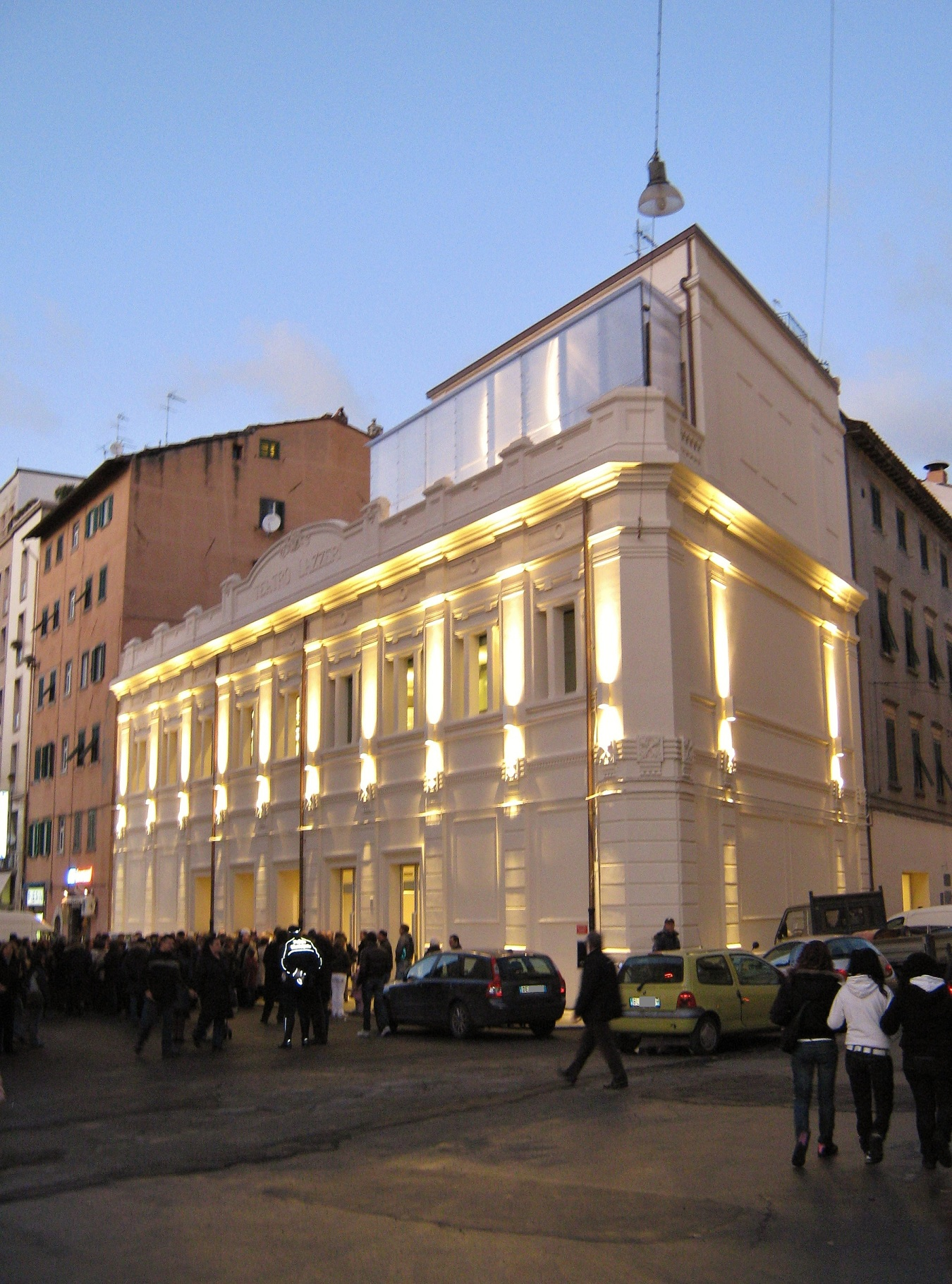
Veduta dell'ex Cinema teatro Lazzeri

L'ex Cinema teatro Lazzeri si trova a Livorno, tra via Buontalenti e via Del Fante, nei pressi di piazza Guerrazzi.

## Storia
L'area sulla quale sorge il cinema teatro Lazzeri era occupata, all'inizio del Novecento, dal giardino del Caffè della Posta, il quale era stato fondato nel 1851, annoverando tra la sua clientela personalità di spicco della cultura cittadina e nazionale, come Giovanni Marradi, Giosuè Carducci, Giovanni Pascoli e Francesco Domenico Guerrazzi.
La sala fu inaugurata l'8 dicembre 1923 con spettacoli di cinema e varietà per volontà della Società Toscana Esercizi Cinematografici, di cui Corrado Lazzeri era socio accomandatario e gerente.
L'attività proseguì anche nel dopoguerra, ma negli ultimi decenni del Novecento, prima della definitiva chiusura, la struttura fu riconvertita in un cinema a "luci rosse".
Nel 2000 il Cinema teatro Lazzeri fu rilevato dalla società Primerose, che si fece promotrice di un concorso, vinto dal gruppo fiorentino Archea, per la riqualificazione dell'edificio e la sua trasformazione in una vasta libreria.
La nuova libreria fu inaugurata nel dicembre del 2008, cessando tuttavia l'attività nel gennaio 2015.
Dopo alcuni anni di oblio, nel 2019 ha ospitato una mostra organizzata da Unicoop Tirreno, fino ad una momentanea riapertura, dal 1º febbraio 2020, quale sede di ristorante, pasticceria, zona degustazioni e libreria, la cui attività è cessata il 31 dicembre 2020. Nel 2023, a seguito del fallimento della società Primerose srl, l'immobile è stato messo all'asta.
Nel 2023 è stato acquistato dall'Istituto superiore di studi musicali Pietro Mascagni, con lo scopo di allestirvi un auditorium e sale prove.

## Descrizione
L'ex Cinema teatro Lazzeri si inserisce in un contesto formato da architetture assai eterogenee, quali il Palazzo del Picchetto (XVIII secolo), il neoclassico Cisternino di città, ma soprattutto i grandi palazzi ricostruiti in gran parte dopo la seconda guerra mondiale. In questo contesto, l'edificio risalta per le sue peculiarità architettoniche, le quali sono vagamente riconducibili ad un tardo stile Liberty.
La facciata principale, su due livelli, è scandita dal ritmo delle aperture del secondo ordine; alla sommità, lungo la via Buontalenti, emerge l'alto corpo di fabbrica originariamente destinato alla torre scenica.
All'interno, malgrado il cambio di destinazione d'uso, sono ancora chiaramente riconoscibili la platea, la tribuna sopraelevata e il boccascena. Un ambiente interrato, ricavato al di sotto della sala di consultazione del piano terra, ospitava, nel periodo in cui la struttura fu utilizzata come libreria, magazzini e spazi espositivi, mentre ai piani più alti si trovava il caffè, con la terrazza belvedere.